# Cuajinicuilapa
Cuajinicuilapa (del náhuatl: Cuauhxonecuilli, atl, pan ‘Torcedura, Agua’‘río o arroyo de los cuajinicuiles’), es una localidad mexicana del estado de Guerrero y a su vez cabecera del municipio homónimo. Forma parte de la región de Costa Chica de dicha entidad, se encuentra a 295 kilómetros de la capital del estado, Chilpancingo de los Bravo y limita con el estado de Oaxaca.
Cuajinicuilapa es actualmente la vigésimo sexta ciudad más poblada del estado acumulando un total de 11,245 habitantes en 2020, de acuerdo con el último conteo y delimitación oficial realizada en conjunto por el Instituto Nacional de Estadística y Geografía, el Consejo Nacional de Población y la Secretaría de Desarrollo Social.
Cuajinicuilapa tiene la población más grande de afromexicanos del estado, con la mayoría de la población siendo parte de esta etnia. Debido a esto, es la sede principal de la organización México Negro A.C., que es una organización de la sociedad civil, no lucrativa, constituida en 1997, siendo pionera en la lucha de los pueblos negros de México, para su reconocimiento constitucional como una etnia más de México.

## Toponimia
Cuajinicuilapa es una palabra de origen náhuatl formada por los siguientes elementos: Cuauhxonecuilli-atl-pan. La primera palabra, a su vez, está compuesta de cuáuhuitl: "Árbol"; xo: "De", ixitl: "Pie" y necuilli: "Torcedura" o sea, el cuajinicuil, un árbol de la familia de las leguminosas del género Inga, cuyas especies abundan en la América interítsmica; produce largas  vainas o legumbres con semillas envueltas en una pulpa comestible, lo mismo que los cotiledones, que se cuecen como verduras y sancochados son sabrosísimos.
Después viene atl: "Agua", y pan, sufijo locativo. Cuahxonecuilapan, en castellano, se traduciría río o arroyo de los cuajinicuiles. Se le añade "De Santa María" en homenaje al coronel Francisco Atilano Santa María.

## Historia
Antes de la llegada de los españoles, Cuajinicuilapa era provincia de Ayacastla. A su vez, Igualapa fue la cabecera de la provincia hasta la Independencia y después se trasladó a Ometepec.

### Época virreinal
En 1522 Pedro de Alvarado fundó en el corazón de Ayacastla la primera villa española en Acatlán. En 1531 una insurrección tlapaneca ocasiona la huida masiva de los lugareños y la villa es paulatinamente abandonada. En ese siglo XVI la población indígena fue desapareciendo debido a las guerras, la represión y las enfermedades.
Los españoles, así, se vieron en la necesidad de buscar trabajadores de otras latitudes para seguir explotando las tierras usurpadas, dando inicio de esta manera a la trata negrera, que constituye uno de los hechos más crueles y lamentables de la historia de la humanidad. Deportados masivamente en un tráfico ininterrumpido durante más de tres siglos, un número superior a veinte millones de africanos en edad productiva fueron arrebatados de sus pueblos y reducidos a mercancía y a motores de sangre, causando una pérdida demográfica, económica y cultural casi irreparable para África.
Aunque la mayoría de los esclavos llegaban al puerto de Veracruz, también hubo desembarcos forzosos, contrabando de esclavos y grupos de cimarrones (esclavos libres) que llegaron a la Costa Chica.

### sigloXVI
A mediados del siglo XVI don Mateo Anaus y Mauleon, hidalgo y capitán de guardia del virrey, acaparó enormes extensiones de tierra en lo que fuera la provincia de Ayacastla, que comprendía por supuesto a Cuajinicuilapa.
La región fue convertida en un emporio ganadero que abastecía a la colonia de carne, pieles y lana. En esta época llegaron a la región varios negros cimarrones que buscaban refugio; algunos venían del puerto de Yatulco (hoy Huatulco) y de los ingenios de Atlixco; estos aprovecharon lo aislado de la zona para establecer pequeñas comunidades donde pudieran reproducir sus patrones culturales y vivir con cierta tranquilidad lejos de sus crueles represores. En caso de ser capturados recibían un feroz castigo.
Don Mateo Anaus y Mauleon les brindó protección y con ello obtuvo mano de obra barata, de tal modo que poco a poco Cuajinicuilapa y sus alrededores se fueron poblando de cuadrillas de negros.
Las haciendas de esa época fueron verdaderos centros de integración étnica donde convivían, junto con los amos y sus familias, todos aquellos que se dedicaban al trabajo de la tierra, la vaquería, el curtido de pieles, la administración y la atención doméstica: españoles, indios, negros y toda suerte de mezclas.
Los esclavos se hicieron vaqueros y se dedicaron en buen número al curtido y la preparación de pieles.

### sigloXX
Los siglos transcurrieron con abandonos, nuevos repartos territoriales, conflictos armados, etcétera. Hacia 1878 se instaló en Cuajinicuilapa la casa Miller, que fue fundamental en el devenir de la región durante el siglo XX.
La casa era una sociedad de los Pérez Reguera, pertenecientes a la burguesía de Ometepec, y Carlos A. Miller, un ingeniero mecánico estadounidense de origen alemán. La sociedad consistía en una fábrica de jabón, así como en la cría de ganado y en la siembra del algodón que serviría como materia prima para elaborar los jabones.
El latifundio Miller abarcaba todo el municipio de Cuajinicuilapa, con una extensión aproximada de 125 mil hectáreas. Los ancianos afirman que entonces “Cuajinicuilapa era un pueblo con apenas 40 casitas de zacate y techo redondo”.

## Geografía

### Flora
De la vegetación que se distingue en este municipio predomina la sabana y algunos bosques las principales especies de la sabana son: Birsonia (byrsonima), cracifolia (crassifolia), curalelles americanas (curatella americana) y cresentia (crescentia alata y cujete); ocasionalmente algunas especies de los géneros coccoloba, panrotis y quercus.
La zona boscosa se compone de árboles como: Cacahuananche, cuailote, espino o cornezuelo, cubato o huizache, parota, caoba, cuapinole, bocote, mata de zanate, parota, roble, pochota, caraca, liro etc. también existen pequeñas superficies de llanuras localizadas al sur del municipio. 

#### Fauna
La fauna presenta especies conocidas como: Armadillo, garza, avispa, conejo, tlacuache, zorrillo, escorpión, rata, ardilla, camaleón, gato montés, tigrillo, murciélago, tlacuache, tejón, ratón, tuza, venado y zorrillo.
En el género de los reptiles y anfibios encontramos: Cuija, culebra de agua, iguana prieta y verde, mazacuata, rana, tortuga y víbora de cascabel.

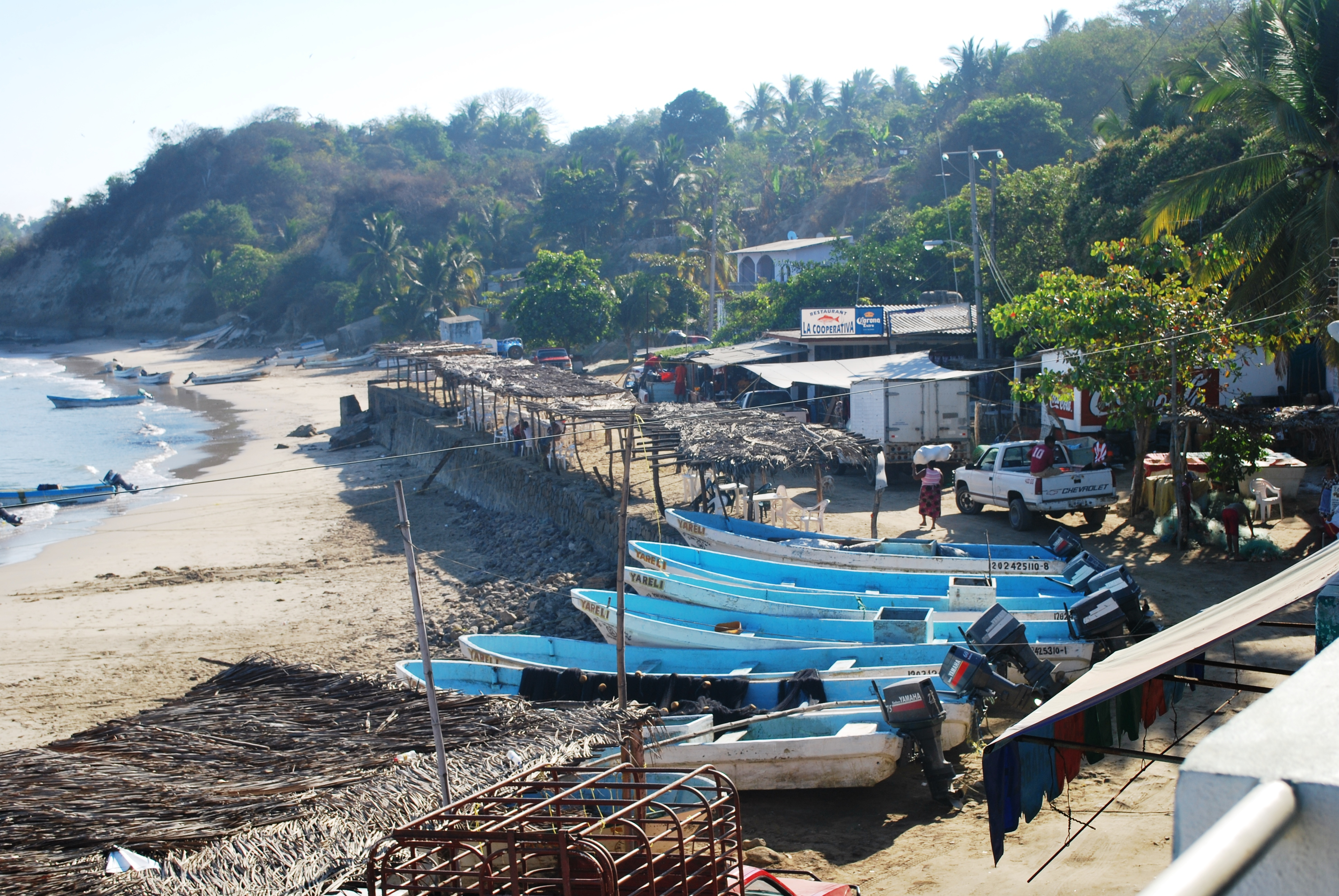
Punta Maldonado

Dentro de los animales acuáticos se encuentra: Alaguate, blanquillo, blanquito, camarón, cangrejo moro, colorado y morado, caracol, cazón, cuatete, cucaracha, langostino, huachinango, langosta, lisa, mojarra, ostión, pargo, róbalo, sierra, pulpo etc.
Encontramos aves como: Palomas, pájaros, aguililla, alondra, calandria, canario, codorniz, cotorro, tortolita, chachalaca, chicurro, garza, colibrí, gavilán, gaviota, golondrina, halconcillo, paloma morada etc.
La playa que va de Punta Maldonado a Tierra Colorada es una zona protegida, decretada Refugio de la Tortuga Marina; mide aproximadamente 20 kilómetros.

### Recursos naturales
Sus principales recursos naturales son su flora enriquecida con bosques maderables y su fauna que es muy variada, así como sus recursos hidrológicos entre los que se encuentran sus ríos, arroyos y lagos.
Pero principalmente los recursos que provienen de sus playas y de su mar abierto; asimismo los suelos del municipio son muy aptos para el desarrollo de la agricultura y ganadería.

### Características y Uso de Suelo
Los suelos existentes son el estepa o pradera con descalcificación, los cuales son aptos para la agricultura así como para la ganadería.
La actividad ganadera es la más importante del municipio, se cuenta con una superficie de agostadero y el 100 por ciento son pastos naturales.
Los Altos y la sabana, son suelos lateriticos, tierra rosa, debido a las condiciones externas y zonales propias de la región. El color rojo característico de los depósitos de sesquióxido de aluminio y hierro, ha permitido designar a estos suelos como tierra colorada.
Esta tierra se aprovecha en cultivos de temporal, en vista de la carencia de sistemas de riego. Los Bajos están formados por arenilla y tierra prieta depositada por las avenidas anuales de los ríos. Forman la porción menor de la extensión superficial del municipio.
Su constitución ofrece la oportunidad de levantar cosechas en plena sequedad. Se hallan ocupados por pantanos en cuyas superficies florece una vegetación de lirios y nenúfares. En la sequedad los pantanos casi desaparecen y dejan al descubierto un horizonte de glei que no es aprovechado agrícolamente, dada su condición de tierra lodosa.

### Extensión
Cuenta con una superficie de 857.1 kilómetros cuadrados.

## Demografía

### Población

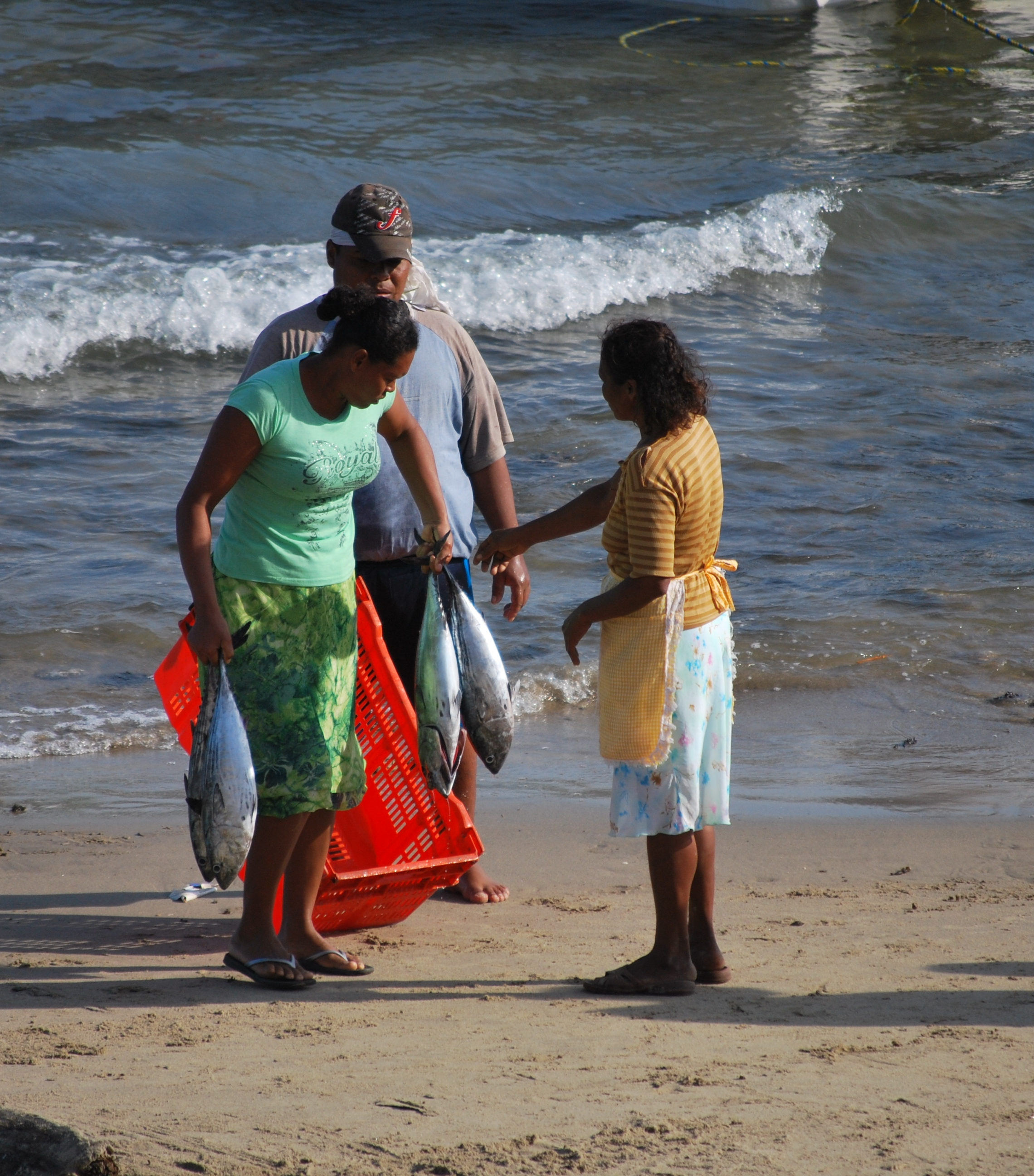
pescadores afroamericanos

Cuajinicuilapa es actualmente la vigésimo cuarta ciudad más poblada del Estado de Guerrero, acumulando un total de 10,282 habitantes en 2010, de acuerdo con el último conteo y delimitación oficial realizada en conjunto por el Instituto Nacional de Estadística y Geografía, el Consejo Nacional de Población y la Secretaría de Desarrollo Social.
Notas
      Fuente:Instituto Nacional de Estadística y Geografía
- Censos de población (1900 - 1990, 2000 y 2010)[12]
- Conteos de Población (1995 y 2005)[12]

### Comunidad Afrodescendiente
Cuajinicuilapa es la ciudad con la comunidad afrodescendiente más grande en la región de la Costa Chica de Guerrero y Oaxaca, en donde la mayoría de la población es de esta etnia. El gobierno municipal promueve Cuajinicuilapa como el "municipio negro" como una forma de la obtención de recursos federales.
La cultura negra no está definida por el lenguaje o la vestimenta, sino más bien por el lenguaje corporal, vocabulario y una historia compartida. Gran parte de la palabra "negro" se mezcla con la población indígena. Los nativos de la municipalidad se llaman criollos, incluso si es negro. Hay una cierta hostilidad entre los negros y los indígenas. Gran parte de la población de la zona se ha desplazado a cabo desde la década de 1980.
La población ha crecido, pero mucho de esto se debe a la migración en Cuajinicuilapa por otros grupos, incluidos los amuzgos y mixtecos, sobre todo en la década de 2000. Se han convertido en la mayor parte en una serie de comunidades del municipio como El Cuije y La Petaca. A partir de 2010, hay poco más de 1.300 que hablan una lengua indígena, la mayoría de los cuales son hablantes de amuzgo y mixteco.

## Cultura

### Museos

#### Museo Nacional de las Culturas Afromestizas
El Museo Nacional de las Culturas Afromestizas, fue inaugurado el 17 de marzo de 1997, es un museo de las culturas afromestizas de la región de la Costa Chica de Guerrero, que forma parte del Programa Nacional de la Tercera Raíz. Sus contenidos ofrecen datos importantes de la historia, la antropología y la etnografía del lugar. 
La exhibición cuenta con mapas, maquetas, dioramas, gráficas, textos, dibujos, documentos, grabados, facsímiles, fotografías, trajes, máscaras e instrumentos musicales.

### Gastronomía
Cuajinicuilapa posee una extensa variedad de platillos y bebidas típicas en su mayoría de origen africano, el más conocido es el caldo de machuco y res, este está preparado con carne de res en caldo rojo de chile guajillo y acompañado por una especie de masa hecha de plátano largo o macho hervido y minuciosamente molido en metate o molino, los tamales de carne cruda con hueso y masa aguada hirviendo (también conocidos como "caldo en hoja"), de garrapata, de arroz, de manjar, de iguana y dulces, así como la barbacoa de armadillo, de suelo o tierra y el peculiar caldo loco junto a los quesos de aro y de prensa, son la característica principal de esta ciudad.
Las bebidas como el chilate, el agua de chia, de chicallota, de mango son típicas y representantes de este lugar por su peculiar forma de preparación.

### Artesanías
Existe una gran diversidad de productos artesanales, como son: máscaras de diablo, toros de pètate, figuras a base de conchas de coco, accesorios hechos a base de productos del mar como son conchas, caracoles, piedras y corales.

### Música y baile
Tiene gran arraigo en la música derivada de ritmos africanos como lo es el son de cajón, de artesa, de diablos y la tradicional chilena. Esta última ha sufrido varias modificaciones en lugares como Ometepec, Pinotepa Nacional y Chilpancigo, debido a la forma de vestir y zapatear, por el contrario en Cuajinicuilapa aún se conserva la vestimenta que consiste en una blusa, blanca con olanes o bordado de chakira, falda larga y holgada de un solo color, guaraches, sombrero y paliacate rojo en el caso de las mujeres, en los hombres la camisa o cotón blanco, pantalón de manta, sombrero, guaraches y paliacate rojo en la mano.
Cuajinicuilapa cuenta con dos canciones propias, una chilena conocida como "ADIÓS CUAJINICUILAPA" y la segunda un bolero conocido como "CUAJINICUILAPITA",  este último interpretado por el dueto "blanco y negro".
Las danzas más practicadas en Cuajinicuilapa son la danza de la tortuga, la danza de los diablos, la danza del toro de petate o de los vaqueros y el juego del macho mula, todos de origen afromexicano y propios de esta región.

### Religión
Los cuijleños profesan por lo general la religión católica; aunque, en los últimos tiempos, han surgido otras religiones, como testigos de Jehová, pentecostales y presbiterianos.

## Economía

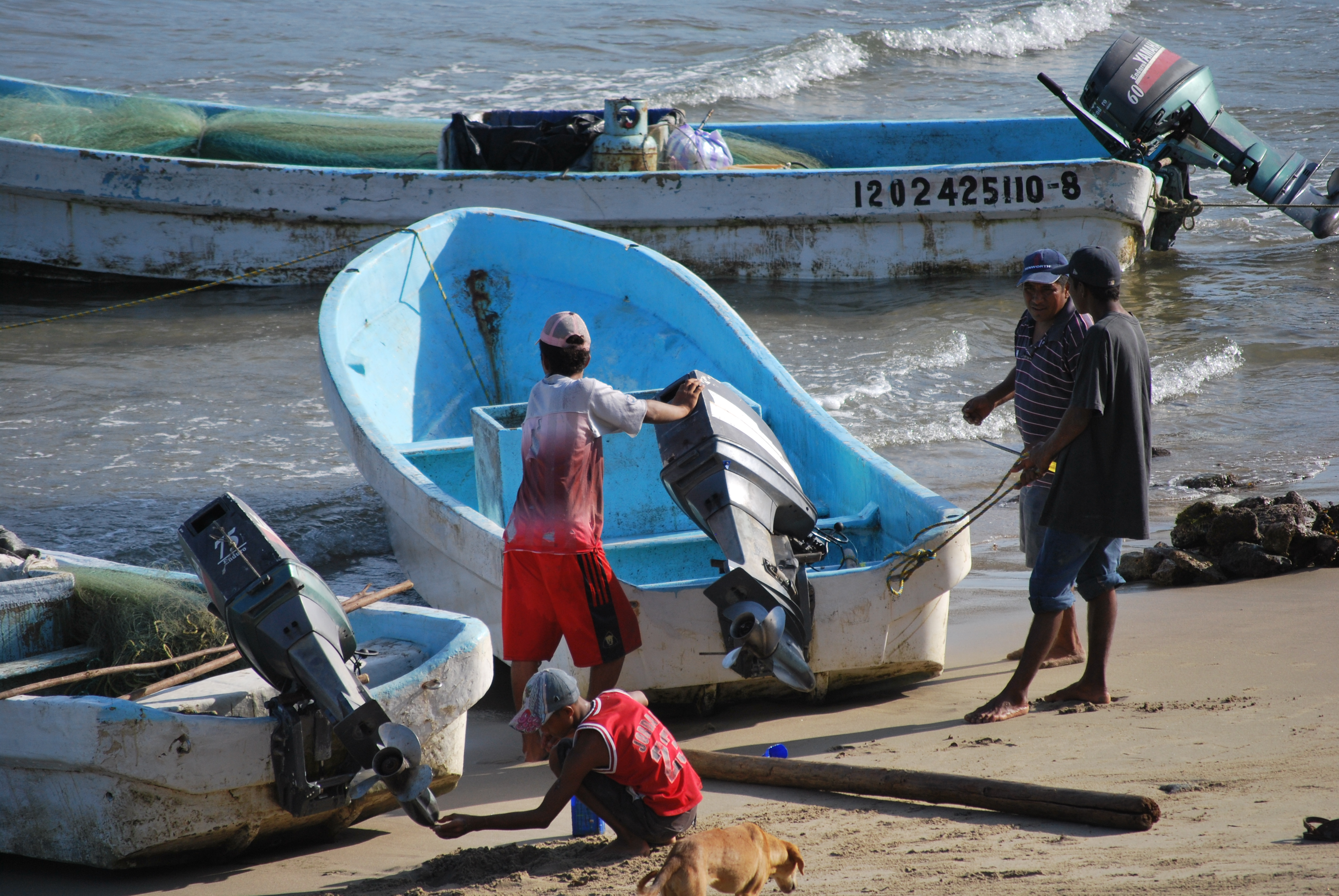
Pescadores y barcos en Punta Maldonado, Cuajinicuilapa.

Tiene un alto nivel de marginación socioeconómica y es una de las poblaciones más pobres de Guerrero.  Debido al poco apoyo que esta recibe por parte de las autoridades estatales y al masivo endeudamiento que arrastra el municipio desde hace cuatro administraciones. Cerca de cuarenta y dos por ciento de los hogares tienen las paredes hechas de adobe, alrededor de cincuenta y siete por ciento son de cemento y menos del uno por ciento tiene paredes de madera o laminados. Sesenta y uno por ciento tiene agua corriente, de unos treinta y seis por ciento tienen drenaje ochenta y nueve por ciento tiene electricidad. Aproximadamente el ochenta y dos por ciento son dueños de sus propios hogares.
Gran parte del municipio es de pastizales aptos para la agricultura y la ganadería. Los cultivos principales son el hibisco y la semilla de ajonjolí. Otros cultivos son las palmeras y el maíz. La pesca es importante en la costa adecuado, especialmente en punta Maldonado.
Hay algunos depósitos de hierro y óxido de aluminio.
La principal atracción turística es Punta Maldonado, también conocido como El Faro. Esta es seguida por la laguna de Santo Domingo que tiene extensivo de manglares y la llamada Barra del Pío, una playa virgen la cual es considerada la más bella del municipio por su peculiar color de agua y extensa laguna.

## La ciudad en la actualidad
La ciudad de Cuajinicuilapa está a 361 km de la capital, Chilpancingo y tiene una altitud de cincuenta metros sobre el nivel del mar. Esta se divide en grandes barrios conocidos como barrio arriba, barrio abajo, centro , Cualita,  barrio de la iglesia. A pesar de que es el centro comercial más grande del municipio rural solo cuenta con dos pequeños supermercados, tiendas varias y un mercado municipal, tradicional, tiene un alto grado de marginación socioeconómica. También es el centro de comunicaciones y el transporte con servicio de correo y teléfono en su mayoría se limitan a aquí y tiene un pequeño aeropuerto, el cual no se encuentra en funcionamiento comercial.
Según políticos y habitantes del municipio aseguran que la decadente situación económica y de desarrollo del mupicipio se debe a la poca atención por parte de las autoridades tanto estatales como federales por tratarse de una población afrodescendiente o negra, el racismo en contra de esta ciudad emana principalmente de las autoridades o políticos originarios de Ometepec, municipìo vecino y eterno enemigo de Cuajinicuilapa, se presume de que este fue fundado por españoles y a raíz de esto aplican racismo en contra de los afromexicanos de Cuajinicuilapa.
La ciudad promueve el patrimonio afro-mexicano. El municipio fue sede del XIII Encuentro de Pueblos Negros en 2011, efectuado en la localidad de El Pitahayo y patrocinado por el Centro Cultural de España en México. El propósito del evento fue promover la identidad afro-mexicana, los problemas y la cultura en México, además Cuajinicuilapa se tiene contemplada como sede de los I Juegos Afromexicanos en el año 2014, estos con motivo de XV Encuentro de pueblos negros posible a realizarse en esta ciudad.
También han externado un firme compromiso de mantenerse fiel al objetivo del "Día Madiba", en honor al expresidente sudafricano, Nelson Mandela, el "Día Madiba" tiene el objetivo de regirse por la ideología de paz de Nelson Mandela e implementar acciones a través de tres ejes principales.
La ciudad es sede de la organización no lucrativa México Negro A.C., con el objetivo de organizar y preservar las comunidades afromexicanas. Así mismo hace algunas décadas surgió un movimiento para la creación de un nuevo estado el cual llevaría el nombre de Nueva África, esto como un claro homenaje a los grupos afromexicanos que se han preservado en la región, este estado comprendería cinco municipios de Guerrero y ocho de Oaxaca, de igual forma la segregación de territorio para la creación de otros y anexarlos al nuevo estado, la capital pretendía establecerse en Cuajinicuilapa, sin embargo por nulo apoyo de ambos gobiernos estatales sepulto las posibilidades de su elección.
El Museo de las Culturas Afromestizas, antes conocido como el Museo de la Tercera Raíz, es el primer museo en México dedicada a los descendientes de esclavos africanos en México y su historia. Se encuentra en el centro de la ciudad, cerca de la plaza principal.

### Edificios e Infraestructura
Cuajiniuilapa no cuenta con ningún edificio mayor a los 50 m de altura, el edificio más alto es el hotel "costa dorada", con escasos 36 m de alto. La ciudad carece de infraestructura moderna, solo cuenta con dos auditorios, una cancha pública, una plaza de toros y un salón de usos múltiples conocido oficialmente como "Monumental Salón de Usos Múltiples de Cuajinicuilapa", el cual es el segundo más grande del estado.

## Salud
Este municipio cuenta con una unidad de medicina familiar del ISSSTE, un hospital básico comunitario, una delegación de la cruz roja mexicana y 8 establecimientos de primer nivel. La cobertura asistencial por habitante es de un médico por cada 1121, un especialista por cada 7846 y una enfermera por cada 736.

## Educación
La cabecera municipal de Cuajinicuilapa cuenta con una escuela de educación especial, 6 escuelas preescolares, 7 escuelas primarias, 3 secundarias, una preparatoria, un bachillerato conocido como CBTA 102, una facultad de Medicina Veterinaria y Zootecnia dependiente de la UAGRO (Universidad Autónoma de Guerrero), y con la UNISUR (Universidad Intercultural de los Pueblos del Sur).

## Deporte
Cuajinicuilapa es uno de los lugares más rezagados en cuestión de talentos deportivos debido al poco o nulo apoyo por parte de las autoridades.
Recientemente fue construida en la ciudad la unidad deportiva "José Guadalupe Salvador Cruz Castro". Esta en un principio fue planeada como un complejo olímpico el cual contaría con un estadio con capacidad para 5000 personas, un complejo municipal de balonmano con capacidad para 1000 personas, un coliseo de baloncesto y un pequeño hipódromo, al ser concluida la primera parte del supuesto complejo solo se construyó dos canchas de baloncestol, dos de voleibol, dos de fútbol, de estas últimas solo una cuenta con medidas reglamentarias y la otra con dos secciones de gradas, la cual es el estadio Cuajinicuilapa, según los informes finales de la costructora y de la entonces administración municipal a cargo de Salvador Cruz Castro.